# Elección presidencial de Etiopía de 2018
Se realizaron elecciones presidenciales indirectas en Etiopía el 25 de octubre de 2018, motivo de la dimisión del titular Mulatu Teshome. La diplomática Sahle-Work Zewde fue la única candidata que aspiró al cargo, siendo elegida como la primera mujer en ser Presidenta de Etiopía.

## Sistema de elección
El Presidente de Etiopía es elegido por periodos de 6 años en una sesión conjunta del parlamento bicameral: Cámara de Representantes del Pueblo y la Cámara de la Federación.